# Bimbogami ga!
Bimbogami ga! (貧乏神が!, Binbō-gami ga!, littéralement « Cette Déesse de la Poisse! ») est un manga de comédie scénarisé et illustré par Yoshiaki Sukeno. Il a été prépublié dans le magazine Jump Square de l'éditeur Shūeisha entre juin 2008 et juillet 2013 et a été compilé en seize tomes de novembre 2008 à septembre 2013. La version française est éditée par Delcourt Tonkam depuis avril 2013.
Une adaptation en anime de treize épisodes a été réalisée par le studio Sunrise et diffusée au Japon entre juillet et septembre 2012.

## Synopsis
Ichiko Sakura est une lycéenne âgée de 16 ans qui depuis sa naissance est pourvue d'une grande chance. Cela est dû au fait que son corps contient une quantité extraordinaire d'énergie du bonheur, énergie qu'elle a la capacité de drainer aux autres sans même le savoir, provoquant le déséquilibre dans le monde. Pour y remédier, une déesse de la malchance, Momiji, est envoyée dans le monde des humains afin de récupérer puis de redistribuer l'énergie de la chance qu'Ichiko vole malgré elle.

## Personnages
Ichiko Sakura (桜 市子, Sakura Ichiko)
Héroïne de l'histoire. C'est une lycéenne extrêmement chanceuse. Elle est riche, belle, intelligente, sportive et, peu importe la situation, s'en tire toujours grâce à la chance. Malgré cela, elle est sans amis et très orgueilleuse.
Momiji (紅葉)
Déesse de la malchance. Elle a pour mission de récupérer la chance d'Ichiko et l'empêcher de prendre celle des autres.
Keita Tsuwabuki (石蕗 恵汰, Tsuwabuki Keita)
Lycéen malchanceux, voisin de classe d'Ichiko. Il vit seul avec ses frères et sœurs dont il a pris la charge. Il dort tout le temps en cours car il fait des boulots de nuit pour subvenir aux besoins de sa famille.
Bobby (懋琵威（ボビー）, Bobī)
Prêtre extrêmement pervers qui, même s'il est noir et prétend être étranger, est en réalité né au Japon.
Ranmaru Rindô (龍胆 嵐丸, Rindō Ranmaru)
Lycéenne garçon manqué très douée pour les arts martiaux.

## Manga

### Liste des volumes
| no | Japonais         | Japonais          | Français          | Français          |
| no | Date de sortie   | ISBN              | Date de sortie    | ISBN              |
| --- | ---------------- | ----------------- | ----------------- | ----------------- |
| 1 | 4 novembre 2008  | 978-4-08-874577-0 | 3 avril 2013      | 978-2-7595-1018-4 |
| Personnages en couverture : Ichiko Sakura et MomijiListe des chapitres : - Round1! Tu es vraiment la déesse de la poisse ? Je crois plutôt que tu es la déesse aux petits seins, non ? (「神は神でも貧乏神じゃなくて貧乳神の間違いじゃないの?」, Kami wa Kami demo Binbō-gami janakute Hinnyū-Gami no Machigai janai no?) - Round2! Je ne sais pas pourquoi, mais ce que tu m'ordonnes de faire m'énerve !! (「お前に命令されるのはなんか腹立つ!!!」「なんかって何!!?」, Omae ni Meirei Sareru no wa Nanka Haratatsu!!!" "Nankatte Nani!!?) - Round3! C'est ainsi que commença « l'affrontement entre une déesse et une adolescente » ♥ (「これぞまさに『神と少女の戦いが今、始まる――』って感じネ♥」, Kore zo Masani "Kami to Shōjo no Tatakai ga Ima, Hajimaru..." tte Kanji ne ♥) - Histoire Originale : Rentrez chez vous, s'il vous plaît (帰って下さい。, Kaette kudasai.)                                                 |                  |                   |                   |                   |
| 2 | 3 avril 2009     | 978-4-08-874647-0 | 5 juin 2013       | 978-2-7595-1019-1 |
| Personnages en couverture : Ichiko Sakura et MomijiListe des chapitres : - Round4! Il est tout riquiqui ! (「縮んど～るやな～いか!」, Chijindo~ru ya na~i ka!) - Round5! Quoi ? Tu as dit quoi ?! (「え!!!今さらっと言ったね!?」, Eh!!! Ima Saratto Itta ne!?) - Round6! Non seulement elle se ... pour toi et te ... en guise de récompense, mais en plus après t'avoir ..., elle te ... et te laissera la ... jusqu'à la fin de la nuit !! (「もう...が....ってなってご褒美に...してくれるどころか..に...の後...で....しながら.....の朝まで...よ!!!?」, Mō ... ga .... tte natte go Hōbi ni ... shite kureru dokoro ka .. ni ... no Ato ... de .... shinagara ..... no Asamade ... yo!!!?) - Round7! Qui a les plus petits seins ? Hein ? Dis-moi ! (「どっちが貧乳なのかな～? ん? ん!? ん!!?」, Docchi ga Hinnyū nano ka na~? Un? Un!? Un!!?) - Round8! Ouvre les yeux !! (「目を開けろおおおおっ!!!!」, Me o Akerooooo!!!!) |                  |                   |                   |                   |
| 3 | 1er mai 2009     | 978-4-08-874686-9 | 21 août 2013      | 978-2-7595-1020-7 |
| Personnages en couverture : Ranmaru Rindô, Ichiko Sakura et MomijiListe des chapitres : - Round9! Mais faites une remarque, quoi ! (「ツッコめよっっっ!!!!」, TSUKKOME yo...!!!!) - Round10! Encore une de ces filles élevées comme un garçon, c'est ça ? (「いわゆる男として育てられちゃったパターン?」, Iwayuru Otoko toshite Sodaterarechatta PATAAN?) - Round11! Je n'oublierai jamais ce que vous avez fait ! (「今日のことは一生忘れねーよ!!」, Kyō no Koto wa Isshō Wasurenē yo!!) - Round12! Il valait mieux que je te l'arrache (「ひっぺがしてやろうかと思って」, Hippegashite yarou ka to Omotte) - Round13! Appelle-moi par mon prénom (「名前で呼んで」, Namae de Yonde) |                  |                   |                   |                   |
| 4 | 4 septembre 2009 | 978-4-08-874733-0 | 2 octobre 2013    | 978-2-7595-1021-4 |
| Personnages en couverture : Ichiko Sakura, Momiji et KumagaiListe des chapitres : - Round14! C'est un peu comme essayer de cacher du potiron dans un ragoût pour en faire manger à un gamin qui déteste ça (「カボチャ嫌いの子供にカボチャ食べさすためこっそりシチューに混ぜておくみたいなもんですよ」, Kabochagirai no Kodomo ni Kabocha Tabesasu tame Kossori SHICHUU ni Mazeteoku mitai'na mon desu yo) - Round15! Tu as de la chance d'avoir des personnes qui attendent ton retour à la maison !! (「お前にはお前の帰りを待っている人がいる!!」, Omae ni wa Omae no Kaeri o Matte iru Hito ga iru!!) - Round16! T'es qui, toi ?! (「…誰!?」, ...Dare!?) - Round17! Un jour, appelle-moi par mon prénom (「いつか名前で呼んで」, Itsuka Namae de Yonde) - Round18! La réponse semble évidente, non ? (「それもう答え出てるだろ」, Sore mō Kotae Deteru daro)                                                                |                  |                   |                   |                   |
| 5 | 4 décembre 2009  | 978-4-08-874780-4 | 27 novembre 2013  | 978-2-7595-1022-1 |
| Personnage en couverture : Nadéshiko AdénokôjiListe des chapitres : - Round19! Comment peux-tu en arriver là en seulement deux minutes ?! (「2分でこうなるワケねーだろ!!!!」, Nifun de Kōnaru WAKE nē daro!!!!) - Round20! Oh ! Japanese Ninja ♡ (「OH!ジャパニーズニンジャ♡」, Ō! JAPANIIZU NINJA♡) - Round21! Il ne te reste plus qu'à saisir ta chance... et vogue la galère ! (「あとは当たって砕けろってことで...わっしょい!」, Ato wa Atatte Kudakero tte koto de... Wasshoi!) - Round22! Fais-moi part de ta réponse ! (「あんたの答えを聞かせてよ!」, Anta no Kotae o Kikasete yo!) - Round externe! On n'a plus qu'à mettre en place une opération rescousse de la folie !! (「いっちょダイハードな人質救出作戦と参りやしょうや!!」, Iccho DAI HAADO'na Hitojichi Kyūshutsu Sakusen to Mairiyashou ya!!) |                  |                   |                   |                   |
| 6 | 4 mars 2010      | 978-4-08-870031-1 | 5 février 2014    | 978-2-7560-5521-3 |
| Personnages en couverture : Ichiko Sakura, Yamabuki, Momiji, Ayame, Kaede, Anzu et KuroyuriListe des chapitres : - Round23! C'est quelque chose qu'on ne peut obtenir qu'en les échangeant ? (「交換しないと貰えないものなの?」, Kōkan shinai to Moraenai mono na no?) - Round24! Il n'y a pas de progrès sans désir ! (「『煩悩あれば菩提あり』だ!」, “Bon'nō areba Bodai ari” da!) - Round25! Nagez... pour moi ♡ (「泳げ...お前ら♡」, Oyoge...Omaera♡) - Round26! Moi aussi, j'ai une fierté ! (「私にだってプライドがあるんです!」, Watashi ni datte PURAIDO ga aru ndesu!) - Round27! Lève-toi"「 (立ちなさい」, Tachinasai) - Round externe! Satanées Bimbôgami ! (「貧乏神共が!」, Binbōgami-domo ga!) |                  |                   |                   |                   |
| 7 | 2 juillet 2010   | 978-4-08-870078-6 | 23 avril 2014     | 978-2-7560-5522-0 |
| Personnages en couverture : Keita Tsuwabuki, Momiji, Nadéshiko Adénokôji, Ranmaru Rindô et Ichiko SakuraListe des chapitres : - Round28! Un malade, ça doit savoir rester au plumard !! (「病人は病人らしくしてろ――っ!!!!」, Byōnin wa Byōnin rashiku shitero ――~!!!!) - Round29! J'ai vraiment du mal à la considérer comme une déesse du bonheur (「福の神と呼ぶには抵抗があります」, Fuku-no-kami to Yobu ni wa Teikō ga arimasu) - Round30! Une vraie démone ♡ (「まあ外道♡」, Maa Gedō♡) - Round31! Les derniers vœux de ta maîtresse (「主人の最期の望みをな」, Shujin no Saigo no Nozomi o na) - Round32! Malheureusement, je... (「私はやっぱり」, Watashi wa Yappari) |                  |                   |                   |                   |
| 8 | 4 novembre 2010  | 978-4-08-870135-6 | 11 juin 2014      | 978-2-7560-5523-7 |
| Personnage en couverture : TanpopoListe des chapitres : - Round33! On lui en met plein la tronche ? (「一丁派手に?」「いきますか...」, Icchō hade ni?" "Ikimasu ka...) - Round34! Je te l'avais pourtant dit (「だからはじめに言ったじゃない」, Dakara Hajime ni Itta janai) - Round35! C'est plutôt toi qui l'étais (「カッコイイのはお前だろ」, KAKKOII no wa Omae daro) - Round36! Il suffit juste de trouver le bouton pour sa transformation! (「ほな変身するスイッチが何かわかればええんやな!」, Hona Henshin suru SUICCHI ga Nani ka Wakareba e e n'ya na!) - Round37! La mer n'a pas été inventée pour toi, d'accord ?!" "Ça, je le sais bien (「別にあんたのために海が存在してるんじゃないんだからねっ!!」「そりゃそうだろ」, Betsuni anta no tame ni Umi ga Sonzai shiterun janai n'dakara ne !!" "Sorya-sō daro) |                  |                   |                   |                   |
| 9 | 4 mars 2011      | 978-4-08-870201-8 | 10 septembre 2014 | 978-2-7560-5524-4 |
| Personnages en couverture : Tama-chan, Momoo Inugami, Shinobu Daimon et BobbyListe des chapitres : - Round38! Ses mots me touchent tant... (「勿体なきお言葉...!!」, Mottai'na ki Okotoba...!!) - Round39! J'en veux pas (「私はいらない」, Watashi wa Iranai) - Round40! Plus facile à dire qu'à faire (「簡単に忘れられないよ」, Kantan ni Wasurerarenai yo) - Round41! Elle ne le réservait qu'à moi (「私だけにしか向けられなかったものなのですよ」, Watashi dake ni shika Ukerarenakatta mono na no desu yo) - Round42! Ça arrache le cerveau avec (「脳ミソごとちぎれます」, Nō MISOgoto Chigiremasu) - Round43! Ça m'a pris seize ans !! (「16年かかった...!!」, Jūrokunen Kakatta...!!) |                  |                   |                   |                   |
| 10 | 4 août 2011      | 978-4-08-870280-3 | 12 novembre 2014  | 978-2-7560-5525-1 |
| Personnage en couverture : BotanListe des chapitres : - Round44! Hum... Tu es sûre ? (「そうかな... ぞうかな...?」, Sōka na...Zōka na...?) - Round45! J'ai tout de suite compris (「一目でわかったんスよ?」, Ichimoku de wakattan'SU yo?) - Round46! Ça fait un bail que j'ai pris ma décision ! (「覚悟はとっくに...出来てるっス!」, Kakugo wa Tokkuni... DekiteruSSU!) - Round47! En tant que partenaire d'Ichiko ! (「市子のパートナーとして」, Ichiko no PAATONAA toshite) - Round externe! On te laisse gentiment l'épreuve la plus sympa ! (「一番おいしい所は譲って差し上げますね!」, Ichiban Oishī Tokoro wa Yuzutte Sashiagemasu ne!) |                  |                   |                   |                   |
| 11 | 2 décembre 2011  | 978-4-08-870348-0 | 25 mars 2015      | 978-2-7560-5526-8 |
| Personnages en couverture : Momiji et Ichiko SakuraListe des chapitres : - Round48! On est chaudes là, non ?! (「ウチら今熱いよな!?」, UCHIra Ima Atsui yo na!?) - Round49! Pauvre garçon (「この男もつくづく不憫よのぉ」, Kono Otoko mo Tsukudzuku Fubin yo no~o) - Round50! Et dire que j'étais censée être là ! (「僕がいる筈だった場所なのにっ!」, Boku ga iru Hazudatta Basho na no ni !) - Round51! Elle ne te convient pas, Ichiko ? (「市子じゃ駄目っスかねぇ...」, Ichiko ja DameSSU ka nē...) - Round externe! ① Je préfère prendre mon temps pour devenir adulte (「大人になるのはゆっくりでいい」, Otona ni naru no wa Yukkuri de ii) - Round externe! ② Le prince que tu cherches est là !!!! (「王子様ならここにいるぜっ!!!!」, Ōji-sama nara koko ni iru ze~!!!!) |                  |                   |                   |                   |
| 12 | 4 avril 2012     | 978-4-08-870408-1 | 25 juin 2015      | 978-2-7560-5527-5 |
| Personnages en couverture : Ichiko Sakura, Momiji, Ranmaru Rindô et Nadéshiko AdénokôjiListe des chapitres : - Round52! Et dire que j'avais fait tant d'efforts... (「あんたに頑張ったのになあ」, Anta ni Ganbatta no ni naa) - Round53! Mais jusqu'où va donc ta naïveté ? (「どこまで単純なんですの」, Doko made Tanjun'na n desu no) - Round54! Voici notre attaque spéciale !!! (「俺とお前の必殺技だ...!!!!」, Ore to Omae no Hissatsu waza da...!!!!) - Round55! Ça, c'est mon rêve !! (「それがあっしの夢でさあ!!」, Sore ga Asshi no Yume de Saa!!) - Round56! C'est ça l'adolescence ♡ (「これが青春やで♡」, Kore ga Seishun'ya de♡) - Round57! C'est aussi ce que je pense (「私もそんな気がします」, Watashi mo Son'na Ki ga shimasu) |                  |                   |                   |                   |
| 13 | 4 juillet 2012   | 978-4-08-870471-5 | 14 octobre 2015   | 978-2-7560-5528-2 |
| Personnages en couverture : Ichiko Sakura, Momiji, Ikari, Chisha et NatsuméListe des chapitres : - Round58! Ça dépasse de loin le cadre du SM ce que tu fais, pouffiasse!! (「SMの範疇を越えてるぞ この大馬鹿野郎っ!!!!」, ESUEMU no Hanchū o Koeteru zo Kono Daibakayarō !!!!) - Round59! Sois raisonnable, Ichiko !! (「聞き分けたまえ桜市子くん!!」, Kikiwake Tamae Sakura Ichiko-kun!!) - Round60! Je sais que cette fille est une imbécile ultime (「本物の馬鹿だってことをですよ」, Honmono no Baka datte koto o desu yo) - Round externe! ① C'est moi qui suis contente qu'on ait pu y aller toutes les trois (「3人で来れてよかったです」, San'nin de Korete Yokatta desu) - Round externe! ② C'est au maître de réparer les bêtises de ses animaux de compagnie (「ペットの不始末は飼い主の責任ですよ?」, PETTO no Fushimatsu wa Kainushi no Sekinindesu yo?)                                                          |                  |                   |                   |                   |
| 14 | 2 novembre 2012  | 978-4-08-870540-8 | 11 mai 2016       | 978-2-7560-5529-9 |
| Personnages en couverture : Natsumé, Shaga, Chisha, Sarasa et SaraListe des chapitres : - Round61! Unbelievablllllllllle !!! (「あああああんびりっばぼおおおっ!!!!」, Aaaaanbiribbaboooo~!!!!) - Round62! J'ai besoin de ta force (「あんたの力が必要です」, Anta no Chikara ga Hitsuyō desu) - Round63! Hi Hi ♡ (「てへ♡」, Te He♡) - Round64! Oui, ensemble (「そうじゃ 二人で一緒にじゃ」, Sō ja Futari de Issho ni ja) |                  |                   |                   |                   |
| 15 | 4 mars 2013      | 978-4-08-870637-5 | 29 mars 2017      | 978-2-7560-6905-0 |
| Personnages en couverture : Ichiko Sakura, Kanna, Ikari et MomijiListe des chapitres : - Round65! Laisse-moi juste te dire une chose (「これだけは言っておく」, Kore dake wa Itte Oku) - Round66! Mais qui est ce type ?! (「お前は一体何なんだっ!!!?」, Omae wa Ittai nani nanda !!!?) - Round67! Allons leur mettre la misère maintenant !!! (「一丁ド派手にいきますか!!!!!」, Ichō do Hade ni ikimasu ka!!!!!) - Round68! C'est peut-être pas grand chose mais assez banal finalement ... (「一ちっぽけだけど どこでにもあるものだけど...」, Ichippoke dakedo Dokode ni mo Aru mono dakedo...) |                  |                   |                   |                   |
| 16 | 4 septembre 2013 | 978-4-08-870811-9 | 4 avril 2018      | 978-2-7560-6906-7 |
| Personnages en couverture : Ichiko Sakura, Momiji, Ranmaru Rindô, Nadéshiko Adénokôji et Keita TsuwabukiListe des chapitres : - Round69! Ne le dis pas maintenant !!"「今 言うなっ!!」 (Ima Yuu na~!!) - Round70! Il ne faut jamais négliger la force d'un abruti quand il se donne à fond !! (「馬鹿が本気を出すと恐いんだぜっ!!!!ですわよっ!!?」, Baka ga Honki o Dasu to Kowai n da ze !!!! Desu wa yo !!?) - Round71! C'est ça qui deviendra ta force ! (「それがあなたの力になる!」, Sore ga Anata no Chikara ni naru!) - Round72! Je te rends à ton propriétaire (「幸福エナジーをお返しします」, Kōfuku ENAJII o Okaeshi shimasu) - Final Round! Excellente réponse (「いい答えです」, Ii Kotae desu) |                  |                   |                   |                   |

## Anime
L'adaptation en anime a été annoncée en décembre 2011 dans le magazine Jump Square. Il compte treize épisodes au total, a été produit par le studio Sunrise et diffusé entre juillet et septembre 2012.
Cette adaptation correspond aux 19 premiers chapitres (sauf les chapitres 6, 9 et 15) .

### Liste des épisodes
| Ép | Titre anglais                                                                                         | Titre japonais                                                                         | Titre japonais                                                                                  | Date de 1re diffusion |
| Ép | Titre anglais                                                                                         | Kana                                                                                   | Rōmaji                                                                                          | Date de 1re diffusion |
| -- | --- | -------------------------------------------------------------------------------------- | ----------------------------------------------------------------------------------------------- | --------------------- |
| 01 | You Call Yourself a God, But Aren't You Less of a God of Misfortune and More of a God of Flat Chests? | 神は神でも貧乏神じゃなくて貧乳神の間違いじゃないの?                                    | Kami wa Kami demo Binbō-gami ja nakute Hinnyū-Gami no Machigai ja nai no?                       | 4 juillet 2012        |
| 02 | There Sure Is a "The Battle Between God and Girl Now Begins!" Feeling♥                                | これぞまさに『神と少女の戦いが今、始まる――』って感じネ♥                                | Kore zo Masani "Kami to Shōjo no Tatakai ga Ima, Hajimaru..." tte Kanji ne♥                     | 11 juillet 2012       |
| 03 | "Being Ordered Around by You Makes Me Really Angry Somehow!!!" "Whaddaya Mean, 'Somehow'!!?"          | 「お前に命令されるのはなんか腹立つ!!!」「なんかって何!!?」                             | "Omae ni Meirei Sareru no wa Nanka Haratatsu!!!" "Nankatte Nani!!?"                             | 18 juillet 2012       |
| 04 | He Shrank!                                                                                            | 縮んど～るやな～いか！                                                                 | Chijindōru ya nāi ka!                                                                           | 25 juillet 2012       |
| 05 | Who's the Flat-chested One Now? Huh? Huh!? Huh!!?                                                     | どっちが貧乳なのかな～? ん? ん!? ん!!?                                                 | Docchi ga Hinnyū nanokana~? Un? Un!? Un!!?                                                      | 1er août 2012         |
| 06 | Open Your EYES!!!!                                                                                    | 目を開けろぉぉぉぉ!!!!                                                                 | Me o Akerooooo!!!!                                                                              | 8 août 2012           |
| 07 | Is This That Pattern Where You Were Brought Up Like a Man? / I'll Never Forget What Happened Today!!  | いわゆる男として育てられちゃったパターン？ / 今日のことは一生忘れねーよ!!              | Iwayuru Otoko Toshite Sodaterarechatta Patān? / Kyō no Koto wa Isshō Wasurenē yo!!              | 15 août 2012          |
| 08 | Call Me By My First Name                                                                              | 名前で呼んで                                                                           | Namae de Yonde                                                                                  | 22 août 2012          |
| 09 | What!!! Now You Say This!? / There's No Way That Could Happen In Just 2 Minutes!!!!                   | え!!!今さらっと言ったね!? / 2分でこうなるワケねーだろ!!!!                              | Eh!!! Ima Saratto Ittane!? / Nifun de Kōnaru Wake Nē Daro!!!!                                   | 29 août 2012          |
| 10 | Getting Kids Who Hate Pumpkins to Eat Them by Sneaking Them Into a Stew                               | カボチャ嫌いの子供にカボチャ食べさすためこっそりシチューに混ぜておくみたいなもんですよ | Kabochagirai no Kodomo ni Kabocha Tabesasu tame Kossori Shichū ni Mazeteoku mitaina Mon Desu yo | 5 septembre 2012      |
| 11 | ...Who!?                                                                                              | …誰!?                                                                                  | ...Dare!?                                                                                       | 12 septembre 2012     |
| 12 | Someday, Call Me By My Name                                                                           | いつか名前で呼んで                                                                     | Itsuka Namae de Yonde                                                                           | 19 septembre 2012     |
| 13 | You Already Have the Answer                                                                           | それもう答え出てるだろ                                                                 | Sore Mō Kotae Deteru daro                                                                       | 26 septembre 2012     |

### Musique
| Générique | Épisodes | Début        | Début   | Fin               | Fin            |
| Générique | Épisodes | Titre        | Artiste | Titre             | Artiste        |
| --------- | -------- | ------------ | ------- | ----------------- | -------------- |
| 1         | 1 – 13   | Make My Day! | Piko    | Koi Bōdō (恋暴動) | Happy Birthday |

## Produits dérivés
Plusieurs publications sont sortis au Japon : un premier roman est sorti le 4 avril 2012, et un second le 4 juillet 2012. Un art book est sorti le 3 août 2012 et un characters book le 4 septembre 2012.
Différentes figurines à l'effigie des principaux personnages sont également commercialisées,.

### Édition japonaise
Shūeisha
1. 1 2  (ja) « Tome 1 ».
2. 1 2  (ja) « Tome 2 ».
3. 1 2  (ja) « Tome 3 ».
4. 1 2  (ja) « Tome 4 ».
5. 1 2  (ja) « Tome 5 ».
6. 1 2  (ja) « Tome 6 ».
7. 1 2  (ja) « Tome 7 ».
8. 1 2  (ja) « Tome 8 ».
9. 1 2  (ja) « Tome 9 ».
10. 1 2  (ja) « Tome 10 ».
11. 1 2  (ja) « Tome 11 ».
12. 1 2  (ja) « Tome 12 ».
13. 1 2  (ja) « Tome 13 ».
14. 1 2  (ja) « Tome 14 ».
15. 1 2  (ja) « Tome 15 ».
16. 1 2  (ja) « Tome 16 ».

### Édition française
Tonkam
1. 1 2  (fr) « Tome 1 ».
2. 1 2  (fr) « Tome 2 ».
3. 1 2  (fr) « Tome 3 ».
4. 1 2  (fr) « Tome 4 ».
5. 1 2  (fr) « Tome 5 ».
6. 1 2  (fr) « Tome 6 ».
7. 1 2  (fr) « Tome 7 ».
8. 1 2  (fr) « Tome 8 ».
9. 1 2  (fr) « Tome 9 ».
10. 1 2  (fr) « Tome 10 ».
11. 1 2  (fr) « Tome 11 ».
12. 1 2  (fr) « Tome 12 ».
13. 1 2  (fr) « Tome 13 ».
14. 1 2  (fr) « Tome 14 ».
15. 1 2  (fr) « Tome 15 ».
16. 1 2  (fr) « Tome 16 ».